# Tančím, seč mi pupek dovolí
Tančím, seč mi pupek dovolí (v anglickém originále I'm Dancing as Fat as I Can) je 13. díl 30. řady (celkem 652.) amerického animovaného seriálu Simpsonovi. Scénář napsala Jane Beckerová a díl režíroval Matthew Nastuk. V USA měl premiéru dne 10. února 2019 na stanici Fox Broadcasting Company a v Česku byl poprvé vysílán 29. dubna 2019 na stanici Prima Cool.

## Děj
Bart přespává u Milhouse a telefonuje svému otci, aby ho šel zachránit, protože je Milhouse otravný. Chvíli potom se Marge dozví, že její teta umírá. Marge se rozhodne, že za tetou pojede. Při odjezdu Homera upozorní, aby se nedíval na druhou řadu seriálu Divnější věci, protože se na něj chce dívat společně s ním. Homer jí slíbí, že se na seriál sám dívat nebude. Homer zůstane s dětmi doma sám a Bart s Lízou začnou Divnější věci sledovat a upozorní Homera, že se nemůže dívat s nimi. Další den v Homerově práci všichni jeho kolegové o seriálu mluví. 
Homer si řekne, že si na Netflixu pustí nějaký seriál. Netflix mu doporučí Divnější věci, ale Homer si je nepustí. Poté se na obrazovce objeví Ted Sarandos, šéf správy obsahu Netflixu, a sdělí mu, že od zítřka zdraží. Homer se tak rozhodne na seriál podívat. Po zhlédnutí druhé řady přijde domů Marge a zjistí, že Homer již seriál zhlédl. Marge je na Homera naštvaná a Homer se snaží nalézt způsob, jak se s Marge usmířit. Ted Sarandos poradí Homerovi, aby se naučil tancovat. 
Homer tedy navštíví taneční studio pro začátečníky Trocha jazzu. Jeho lektorka tance Julie výuku s ním ukončí a zavolá na pomoc její kolegyni Sladkou Sal. Další lekci Homera učí znovu Julie. Homer zatelefonuje Marge a požádá ji, aby přišla do Sněhového tanečního sálu a Homer jí předvede, co se naučil. Líza tento okamžik označí jako nejlepší moment v životě jejích rodičů a Homer se s Marge udobří.

## Přijetí
Během prvního vysílání díl přilákal 1,75 milionu diváků.
Dennis Perkins z The A.V. Clubu udělil epizodě známku B− a uvedl: „Tančím, seč mi pupek dovolí funguje osvěžujícím způsobem dobře, pokud se epizoda drží příběhu, který má vyprávět… Díl napsala začínající autorka Simpsonových Jane Beckerová, která má za sebou už Ricka a Mortyho a která projevuje slibné pochopení pro to, co dělá příběh Marge a Homera zajímavým, což je mnohem složitější, než to vypadá.“.
Tony Sokol ze serveru Den of Geek udělil epizodě 3 hvězdičky z 5 a uvedl: „Jednou z nejlepších věcí na manželství Marge a Homera je, že je neustále na pokraji zhroucení. To nabízí spoustu příležitostí k vykoupení, což Homer obvykle provede velkým gestem. Některá jeho velká gesta byla zcela náhodná, jako když přistál u Marginých nohou v krupobití růží. Homer se usilovně učí, aby toto konkrétní gesto mohl učinit. Je to opravdový trénink, který se vydaří. Simpsonovým ne vždycky všechno vyšlo, ani v těch nejšťastnějších koncích, a mně ta nejednoznačnost chybí.“.